# Stiria sisaya
Stiria sisaya är en fjärilsart som beskrevs av Dyar 1912. Stiria sisaya ingår i släktet Stiria och familjen nattflyn. Inga underarter finns listade i Catalogue of Life.